# Afrihili
 (octobre 2007).
Si vous disposez d'ouvrages ou d'articles de référence ou si vous connaissez des sites web de qualité traitant du thème abordé ici, merci de compléter l'article en donnant les références utiles à sa vérifiabilité et en les liant à la section « Notes et références ».
L’Afrihili (également nommé El-Afrihili ou parfois Ni Afrihili Oluga), est une langue construite inventée en 1970 par K. A. Kumi Attobrah afin de servir de lingua franca dans l'ensemble de l'Afrique. Le nom de la langue vient de la combinaison d’Africa et de Swahili. L'auteur, natif d'Akrokerri, au Ghana, eut l'idée d'inventer une telle langue lors d'un voyage maritime entre Douvres et Calais en 1967. Il pensait que « cela promouvrait l'unité et la compréhension entre les différents peuples du continent, réduirait les coûts d'impression dus aux traductions et favoriserait le commerce ». Cette langue est censée être facile à apprendre pour les Africains.
La phonologie, la morphologie et la syntaxe du Afrihili sont tirées de plusieurs langues africaines, ainsi que son lexique qui inclut cependant des mots d'autres origines « si africanisés qu'ils n'apparaissent plus comme étrangers », bien qu'aucune étymologie spécifique ne soit indiquée par l'auteur.
L'Afrihili utilise l'alphabet latin sans accent, avec l'addition de deux voyelles, ɛ et ɔ, qui correspondent aux mêmes sons que dans l'API, c’est-à-dire une voyelle moyenne inférieure antérieure non arrondie et une voyelle moyenne inférieure postérieure arrondie, comme dans d'autres langues africaines telles que les langues ewe et yoruba. La prononciation n'est donc pas problématique pour un locuteur d'une langue indo-européenne.
La grammaire, au contraire, semblera difficile à la plupart des gens dont la langue maternelle est indo-européenne, en raison de son usage des temps et de l’utilisation d’infixes. Cependant, ces particularités se retrouvent dans diverses langues africaines, notamment en swahili, ce qui correspond à la volonté de son inventeur de faciliter l'apprentissage de la langue par les Africains.
Une autre caractéristique de l'Afrihili est que tous les noms commencent et se terminent par une voyelle, ce qui permet de les distinguer des autres types de mots. Leur pluriel est ainsi formé en intervertissant les voyelles initiale et finale.
L'intonation ou l'accentuation ne changent pas le sens d'un mot. L'accent est en général sur la seconde syllabe.

## Exemples
- Zuri lu…   Bonne journée
- Zuri zinga…  Bonjour (matin)
- Zuri masa…  Bonjour (après-midi)
- Zuri dani…  Bonsoir
- Zuri bali…  Bonne nuit
- Jo koni…   Va tout de suite
- !Afuraho…   Tchin! - À la vôtre!
- Sama papa obeka al dude…  Trouver un bon endroit pour manger